# 中村久雄 (実業家)
中村 久雄（なかむら ひさお、1931年7月7日 - ）は、日本の経営者。蝶理社長を務めた。父親は衆議院議員を務めた中村清。

## 経歴
三重県出身。1956年に東京大学法学部を卒業し、同年に旭化成に入社。
1983年6月に取締役に就任し、1987年6月に常務、1990年6月に専務を経て、1992年6月に蝶理社長に就任。2001年6月に会長に就任し、2003年4月までに務めた。